# Verd veronès

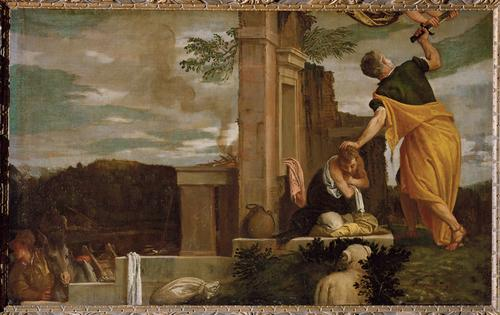
El sacrifici d'Isaac, de Paolo Veronese.

El verd veronès  o verd de crom és un color creat pel pintor Paolo Veronese.
Es tracta d'un verd molt intens, entre el verd maragda, el verd malaquita i el jade. El feien servir pintors que usaven colors forts, però actualment no es fa servir gaire. Hi ha també un marbre de color verd veronès anomenat marbre veronès.
En anglès aquest color es diu viridian, derivat del llatí viridis, que vol dir verd. El color es pot associar a un pigment blau-verd, un hidrat d'òxid de crom (III) trivalent, de saturació mitjana i relativament fosc, amb més components verds que blaus.
Una mostra del color verd veronès:

## Usos
- Pintures esmaltades.
- Coloració de vidres.

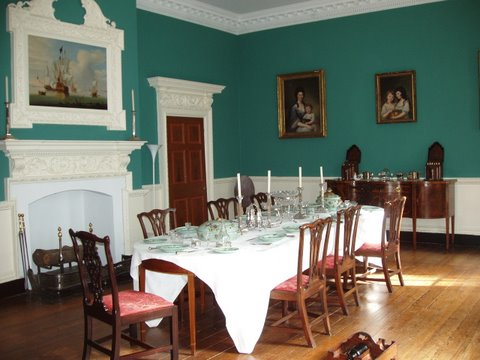
Menjador d'una casa de Hammond-Harwood House a Annapolis, Maryland (EUA).

- Color molt escollit per als menjadors, sobretot anglesos.